# August Nebe-Pflugstädt
August Heinrich Nebe-Pflugstädt (* 23. Juli 1828 in Kleve; † 9. Juni 1902 in Koblenz) war ein deutscher Jurist und Politiker.

## Leben
Als Sohn eines Kaufmanns geboren, studierte Nebe-Pflugstädt Rechtswissenschaften in Bonn. Während seines Studiums wurde er 1849 Mitglied der Burschenschaft Alemannia Bonn. Nach seinem Studium wurde er 1851 Auskultant im Justizdienst der Rheinprovinz. 1860 als Staatsanwaltsgehilfe in Altenkirchen eingesetzt, wurde er 1861 Staatsprokurator in Düsseldorf. 1869 wurde er Obergerichtsrat in Celle und Stellvertreter des Kronanwalts. 1870 wurde er zum Kronanwalt in Hannover befördert, 1871 zum Geheimen Justizrat und Vortragenden Rat im preußischen Justizministerium. 1874 wurde er Mitglied der Justizprüfungskommission und Geheimer Oberjustizrat, 1879 schließlich Wirklicher Geheimer Oberjustizrat und Direktor im preußischen Justizministerium. 1883 wurde er Unterstaatssekretär und 1887 Wirklicher Geheimer Rat mit dem Prädikat Exzellenz. Ab 1884 war er auch Kronrat. Er war auch Mitglied des Staatsrats.

## Ehrungen
- 1888: Ehrendoktor (Dr. iur. h. c.) der Universität Bonn
- 1900: Roter Adlerorden 1. Klasse mit Eichenlaub und Krone